# Убийство Росса Паркера
Убийство Росса Паркера — убийство, совершённое группой мусульманских мужчин 21 сентября 2001 года в районе Миллфилд, город Питерборо, Кембриджшир на почве расовой неприязни. Это событие было спровоцировано терактами 2001 года в США, которые вдохновили мусульманских молодых людей. Их жертвой стал несовершеннолетний Росс Паркер, который возвращался домой со своей девушкой.

## Описание
Террористические акты 11 сентября 2001 года послужили примером для совершения преступления, что произошло в районе Миллфилд, Питерборо, графство Кембриджшир. 20 сентября 2001 года трое мусульманских мужчин Ахмед Али Аван (22 года на момент преступления), Шаид Назир (22 года) и Сарфраз Али (25 лет), будучи под воздействием алкоголя и наркотических средств, приняли решение совершить «охоту» или «миссию». Вооружившись охотничьим ножом, молотком и газовым баллончиком, отправились в ночной клуб, что был расположен в районе Миллфилд, Питерборо. Около часа ночи 21 сентября они увидели парня и девушку, шедших вместе по пешеходной дорожке.
Потерпевшим оказался местный житель, 17-летний Росс Паркер, который возвращался со своей девушкой Николой Томс (англ. Nicola Toms) после работы на кухне местного клуба «Solstice». Когда они увидели направляющуюся к ним группу в балаклавах, Росс прошептал своей девушке, чтобы она убегала. После этого она бросилась бежать и звать на помощь. Когда Никола встретила полицейский патруль и вернулась с ними к месту нападения, они обнаружили только окровавленное тело Росса.

## Судебный процесс
Во время судебного процесса было установлено следующее. Незадолго до описываемых событий Ахмед Али Аван, Сарфраз Али и Шаид Назир под воздействием наркотических средств и алкоголя приняли решение пойти в город и навести порядок, так сказать, совершить «охоту». Вооружившись молотком, охотничьим ножом и газовым баллончиком, отправились к местному клубу. Шаид Назир распылил слезоточивый газ в лицо потерпевшему. Ахмед Али Аван, организатор «охоты», увидел пару молодых людей, что шла по улице, накинулся на Росса Паркера и нанёс ему три удара ножом в область головы и плеча. Сафраз Али в это время добивал жертву молотком.
Вместе с тем присяжные заседатели оправдали Зьярафа Марада, вина которого доказана не была.
В заключительной части приговора было сказано, что трое обвиняемых приговариваются к пожизненному заключению с минимальным сроком для подачи прошения о досрочном освобождении после 18 лет заключения для Ахмеда Али Авана и 16 лет для Сарфраза Али и Шаида Назира. Судья сэр Эдвин Джовитт в заключительной части приговора акцентировал внимание, что трое виновных объединились с целью напасть на кого-либо другой национальности, кто встретится на их пути. Главный детектив Дик Харрисон, возглавлявший расследование убийства, подчёркивал, что он полностью удовлетворен результатом приговора. Также, несмотря на то, что подсудимые отрицали расовый мотив своих действий, это было самое настоящее преступление на почве расовой неприязни.